# Fustel de Coulanges
Numa Denys Fustel de Coulanges (ur. 18 marca 1830 r. w Paryżu, zm. 12 września 1889 r. w Massy) – historyk francuski, sławę zdobył dziełem "Miasto starożytne" (La Cité antique) z 1864 r.

## Życiorys
Numa Denys Fustel de Coulanges pochodził z bretońskiej rodziny zamieszkującej w Paryżu. Jego ojciec, oficer marynarki, zmarł wkrótce po narodzinach syna. Fustel został przygarnięty przez dziadka, który, dzięki przyjaźni z dyrektorem, zapewnił mu wstęp do Liceum Karola Wielkiego w Paryżu.
Jako młody licealista czytał z zapałem "Historię cywilizacji we Francji" François Guizota, która będzie miała znaczący wpływ na jego przyszłość jako historyka. Jak pisze jego biograf, Paul Guiraud, będąc średnio uzdolnionym uczniem, mimo niezbyt wysokiej pozycji na liście, Fustel dostał się na studia na École normale supérieure. W atmosferze epoki sporów ideologicznych pilnie i z konsekwencją odwiedzał szkolną bibliotekę. Jako członek École française d’Athènes, w czasie swojego pobytu w Grecji kierował wykopaliskami na wyspie Chios. Przed wyjazdem do Grecji napisał do przyjaciela: « Nie jadę odkrywać zapomnianych śladów Akropolu, będę obserwował ludzi, tych dawnych i tych współczesnych ».
Lata 1856-57 Fustel spędził na pracy jako profesor w liceum, wchłaniając literaturę. W 1858 r. obronił pracę o greckim historyku Polibiuszu i drugą, po łacinie, o Weście. W 1860 r. został mianowany profesorem historii na uniwersytecie w Strasburgu, gdzie sporządził swoje notatki, które później staną się podstawą do napisania pracy "Miasto starożytne" (La Cité Antique), głównego dzieła ukazującego rolę religii w politycznej i społecznej ewolucji Grecji i Rzymu.
Fustel de Coulanges szybko zapragnął opuścić Strasburg (« Prowincja ma swoje dobre strony, jednak nie należy ich nadużywać. Obawiam się, że usnę; staję się leniwy »). Na początku 1870 r., za wstawiennictwem Victora Duruy, otrzymał stanowisko wykładowcy (w randze maître de conférences) na École normale supérieure, której dyrektorem został w 1883 r. Kilkakrotnie odwiedzał także jako nauczyciel historii Cesarzową Eugenię w Tuileries. 2 września 1870 r. Napoleon III złożył broń pod Sedanem. Gdy wojna prusko-francuska dotarła do bram Paryża, Fustel przywdział mundur gwardii narodowej i uczestniczył w obronie miejskich umocnień. Przeciw aneksji Alzacji i Lotaryngii i bismarckowskiej wojnie najeźdźczej polemizował z Theodore’em Mommsenem w kilkakrotnie wznawianej serii artykułów (w 1917 r. pod tytułem "Zagadnienia współczesne" - Questions contemporaines).
Mimo zaangażowania w badania niektórych kwestii związanych z antykiem jak własność i jej przenoszenie, Fustel de Coulanges zwrócił się ku historii średniowiecznej, z jednej strony by pokazać jak niewiele wspólnego mają instytucje francuskie z prawem germańskim (armie pruskie dopiero co opuściły ziemie francuskie, pozwalając znów wypłynąć założeniom opata Dubos, zgodnie z którymi Frankowie mieli zostać przychylnie przyjęci przez Galów), z drugiej zaś, by przedstawić kilka spośród swoich intuicji metodologicznych.
Fustel, nauczyciel zdolny przyciągnąć licznych uczniów samą jakością swojej pracy i ascetyzmem intelektualnym, był jednym z tych innowatorów, którzy skierowali francuską historiografię na nowe tory. Uważał, że zaangażowanie polityczne, tak drogie dla Jules’a Micheleta czy Augustina Thierry’ego, powinno zostać wykluczone celem uniknięcia wszelkich przesądów i nadania pierwszeństwa historycznej prawdzie. Paradoksalnie, choć w "Mieście starożytnym" podkreślał, jak nieumiejętne naśladownictwo antyku prowadziło do terroru, dzieło to długo uchodziło za hołd złożony duchowi chrześcijaństwa. Fustel zmuszony był cierpieć reputację klerykała i bonapartysty. W 1876 r. Ernest Bersot, jego poprzednik na stanowisku dyrektora École normale supérieure, pisał do ministra edukacji: « Proszę się nie martwić, dopiero co rozmawiałem z panem Fustel de Coulanges... jest całkowicie francuski i liberalny ». W 1878 r. z propozycji Leona Gambetty Fustel otrzymał katedrę historii średniowiecznej na Sorbonie. Został także członkiem francuskiej akademii nauk moralnych i politycznych (Académie des sciences morales et politiques).
W 1888 r. Fustel de Coulanges przedstawił w swoim sławnym wstępie do "Monarchii frankijskiej" (La monarchie franque, tom II jego monumentalnej "Historii instytucji politycznych dawnej Francji",Histoire des institutions politiques de l'ancienne France, której publikacja ruszyła dziesięć lat wcześniej) nakazy metody historycznej, które historyk, skupiony « całkowicie na nauce », winien respektować.
Fustel planował stworzyć dzieło obejmujące okres od końców cesarstwa rzymskiego aż do rewolucji francuskiej. Nieszczęśliwie, złożony chorobą, do dnia swojej śmierci w 1889 r. zdołał zaledwie zarysować sposoby umieszczenia w dziele ogromnej ilości materiałów, które gromadził od ponad 20 lat. Histoire des institutions politiques de l'ancienne France miała więc zostać z pietyzmem dokończona przez jednego z uczniów, Camille Jullian.
Niektóre tomy, już całkowicie zredagowane przez mistrza, nie wymagały wiele pracy, tutaj: "Galia rzymska" (La Gaule romaine) i "Geneza reżimu feudalnego" (Les origines du régime féodal). Inne, ledwie rozpoczęte, zostały prawie całkowicie przetworzone na podstawie rozproszonych notatek, tutaj opublikowane w 1891 r. "Przemiany monarchii w epoce karloińskiej" (Les transformations de la royauté pendant l’époque carolingienne).
Chociaż nieaktualne mając na względzie współczesne badania, dzieło Fustela pozostaje wciąż cenne ze względu na swą niepowtarzalną jakość, ale przede wszystkim ze względu na dążenie autora by z możliwie największą dokładnością odtworzyć uczucia i potrzeby ludzi czasów przeszłych. Jego wpływ jest ważny, szczególnie dla interpretacji fundamentalnej roli, jaką odgrywały religie w strukturyzacji społeczeństw. Socjolog Émile Durkheim zadedykował swoją pracę uniwersytecką właśnie pamięci Fustela de Coulanges.
Fustel de Coulanges w liście do jednego z przyjaciół pozostawił następujący testament duchowy: « Osiągam wiek, pisał 24 lutego, kiedy nie myśli się już o sobie, a myśli się wiele o dziele, dla którego pracowaliśmy i trudziliśmy się. Moje książki przyjęto wśród zbyt wielu krzyków czy nienawiści, by mogły wywołać jakiś skutek. To wasze pokolenie dokona tego, czego ja chciałem dokonać i skieruje historię na ścieżkę naukową... droga będzie dla was bardziej otwarta. Ja odegrałem rolę skromnego spychacza: usunąłem przeszkody a one rzuciły na mnie swe uroki; ale wy przejdziecie, a nauki historyczne z wami ».

## Miasto starożytne (La Cité antique)
La Cité antique szybko stało się bestsellerem. Od 1870 r. następowały kolejne wydania doskonale przyjętej w nauczaniu licealnym książki. Fustel przedstawia w niej jedno ze swoich ulubionych zagadnień - relacje między własnością a instytucjami polityczno-religijnymi. Według niego starożytni nie znali wolności religii, życia prywatnego czy nauczania. Osoba ludzka znaczyć miała niewiele wobec świętej, prawie boskiej, władzy, którą zwał ojczyzną bądź Państwem.
W szczególności interesuje go silnie dyskutowana w drugiej połowie XIX w. kwestia pochodzenia i rozwoju starożytnej religii. Porównuje korzenie kultury greckiej z hinduskimi i dostrzega ich tożsamość. Zajmuje się też zwyczajami rodzinnymi i praktykami społecznymi świata greckiego i rzymskiego, a badania swe opiera w znacznym stopniu na analizie prawa rzymskiego.

## Dzieła
- Quid Vestæ cultus in institutis veterum privatis publicisque valuerit? Amiens, T. Jeunet, 1858.
- Polybe ou la Grèce conquise par les Romains. Amiens, T. Jeunet, 1858. Reedycja Mediolan, Jovene Editore, 1980 con una nota di lettura di Bertrand Hemmerdinger.
- La Cité antique, Paryż, Durand, 1864. W 1866 r. 2. wyd. przez Hachette, w 1878 r. 7. wyd. poprawione i powiększone.
- Histoire des institutions politiques de l'ancienne France. Première partie. L 'empire romain, les germains, la royauté mérovingienne. Paryż, Hachette, 1875. 2. wydanie « przejrzane, poprawione i powiększone » ukazało się w 1877. Wielokrotnie drukowane w: Histoire des anciennes institutions françaises, Paryż, Hachette, 1901-1914. Sześć tomów L'histoire des institutions politiques de l'ancienne France zostało ponownie wydanych w 1964 r. w Brukseli przez Culture et Civilisation.
- Recherches sur quelques problèmes d'histoire, Paryż, Hachette, 1885. 2. wyd. 1894. 4. wyd. 1923.
- La monarchie franque, Paryż, Hachette, 1888. 6. wyd. 1930.
- L'alleu et le domaine rural pendant la période mérovingienne, Paryż, Hachette, 1889. 5. wyd. 1931.
- la Gaule romaine. Dzieło przejrzane i uzupełnione na podstawie rękopisu i zgodnie z notatkami autora przez Camille Jullian. Paryż, Hachette, 1891. 1 tom Histoire des institutions politiques de l'ancienne France. 2. wyd. 1938, 3. wyd. 1998.
- L'invasion germanique et la fin de l'empire. Dzieło przejrzane i uzupełnione na podstawie rękopisu i zgodnie z notatkami autora przez Camille Jullian, Paryż, Hachette, 1891. 2 tom Histoire des institutions politiques de l'ancienne France, 6. wyd. 1930.
- Nouvelles recherches sur quelques problèmes d'histoire... Dzieło przejrzane i uzupełnione na podstawie rękopisu i zgodnie z notatkami autora przez Camille Jullian, Paryż, Hachette, 1891. 2. wyd. 1923.
- Les transformations de la royauté pendant l’époque carolingienne. Dzieło przejrzane i uzupełnione na podstawie rękopisu i zgodnie z notatkami autora przez Camille Jullian. Paryż, Hachette, 1892. 6 tom Histoire des institutions politiques de l'ancienne France. 7. wyd. 1937.
- Questions historiques, Dzieło przejrzane i uzupełnione na podstawie rękopisu i zgodnie z notatkami autora przez Camille Jullian, Paryż, Hachette, 1893.
- Questions contemporaines, Paris, Hachette, 1916, 4. wyd. 1930.
- Leçons à l'impératrice sur les origines de la civilisation française, Paris, Hachette, 1930. Opublikowane przez Pierre’a Fabre.